# Trichomanes kaulfussii
Espèce
Trichomanes kaulfussii est une espèce de fougères de la famille des Hyménophyllacées. Elle est originaire de l'Amérique du Sud tropicale.

## Position taxonomique
Le nom de cette espèce remplace l'homonyme Trichomanes lucens Hook. & Grev. de Trichomanes lucens Sw..
Par ailleurs, cette espèce a un homonyme : Trichomanes kaulfussii Griseb. (1866).
Synonyme : Ptilophyllum kaulfussii (Hook. & Grev.) Prantl.
Cette espèce est dédiée au botaniste allemand Georg Friedrich Kaulfuss (1784-1830).

## Description
Trichomanes kaulfussii est classé dans le sous-genre Trichomanes.
Cette espèce a les caractéristiques suivantes :
- son rhizome est rampant, assez robuste, nu et portant des racines filiformes en petit nombre ;
- les frondes ont une trentaine de centimètres ;
- le limbe est divisé une fois et chaque segment est lobé ;
- une légère pilosité se trouve en bordure ;
- les sores sont tubulaires avec un long style, de trois fois la longueur de l'indusie, portant les sporanges ; ils sont insérées dans le limbe à l'extrémité des segments.

Une variété est répertoriée :
- Trichomanes kaulfussii subsp. ecuadorense Hieron. (1906) - Amérique du Sud

## Distribution
Cette espèce, plus terrestre qu'épiphyte, est présente dans les forêts denses d'Amérique du Sud tropicale, principalement amazonienne : Brésil, Équateur et Venezuela.